# 257-я стрелковая дивизия (3-го формирования)
257-я стрелковая Сивашская Краснознамённая ордена Суворова дивизия — воинское соединение Вооружённых Сил СССР в Великой Отечественной войне. Период боевых действий: с 8 июля 1943 года по 9 мая 1945 года.

## История
Дивизия сформирована на базе 60-й стрелковой бригады и 62-й морской стрелковой бригады 8 июля 1943 года как 257-я стрелковая дивизия (3-го формирования).
Входила в Северо-Кавказский фронт с августа 1943 года, в состав Южного фронта с сентября 1943 года.
Боевое крещение у станица Крымская.
Участвовала в Крымской наступательной операции 1944 года (в том числе форсировании Сиваша). 8.09.1943 за боевые заслуги при освобождении Сиваш удостоена почётного наименования «Сивашская».
4-й Украинский фронт ноября 1943 года. Резерв ставки ВГК с июня 1944 года. 1-й Прибалтийский фронт с июля 1944 года. 2-й Прибалтийский фронт с марта 1945 года.
24.05.1945 награждена орденом Суворова II степени за овладение гг. Моравская Острава и Жилина. Ленинградский фронт (Курляндская группа войск) с апреля 1945 года.

## Состав
- 943-й стрелковый полк,
- 948-й стрелковый полк,
- 953-й стрелковый полк,
- 793-й артиллерийский полк,
- 313-й отдельный истребительно-противотанковый дивизион,
- 322-я отдельная разведывательная рота,
- 426-й отдельный сапёрный батальон,
- 682-й отдельный батальон связи (538-я отдельная рота связи),
- 321-й отдельный медико-санитарный батальон,
- 299-я отдельная рота химической защиты,
- 403-я автотранспортная рота,
- 353-я полевая хлебопекарня,
- 516-й дивизионный ветеринарный лазарет,
- 877-я полевая почтовая станция,
- 1650-я полевая касса Государственного банка.

## Подчинение
- Входила в Северо-Кавказский фронт, 4-й Украинский фронт, Ленинградский фронт

## Командование

### Командиры
- генерал-майор Монахов, Семён Филиппович[англ.] с 03.07.1943 по 25.08.1943
- генерал-майор Пыхтин, Александр Михайлович с 26.08.1943 по 07.12.1943
- полковник Майков, Александр Глебович с 08.12.1943 по 30.10.1944
- полковник Сафронов, Фёдор Андреевич с 31.10.1944 п 09.01.1945
- полковник Майков, Александр Глебович с 10.01.1945 по 09.05.1945

### Заместители командира
- полковник Сиванков, Алексей Иванович с марта 1944 по 12.08.1944
- гв. подполковник Стариков, Иван Моисеевич

Начальники политического отдела
полковник Саркисян Семен Мкртычевич
Начальники штаба

## Награды и наименования
| Награда (наименование)            | Дата                                                                           | За что награждена |
| --------------------------------- | ------------------------------------------------------------------------------ | --- |
| Почётное наименование «Сивашская» | 24 апреля 1944 года                                                            | присвоено приказом Верховного Главнокомандующего № 0102 от 24 апреля 1944 года за отличие в боях при форсировании Сиваша и овладении городом и железнодорожным узлом Джанкой.                               |
| Орден Красного Знамени            | 13 декабря 1942 года (по преемственности от 60-й отдельной стрелковой бригады) | награждена указом Президиума Верховного Совета СССР за образцовое выполнение боевых заданий командования на фронте борьбы с немецкими захватчиками и проявленные при этом доблесть и мужество.              |
| Орден Суворова II степени         | 24 мая 1944 года                                                               | награждена указом Президиума Верховного Совета СССР от 24 мая 1944 года за образцовое выполнение заданий командования в боях за освобождение города Севастополя и проявленные при этом доблесть и мужество. |

Награды частей дивизии:
- 943-й стрелковый Краснознамённый[4] полк,
- 948-й стрелковый ордена Суворова[4] полк,
- 953-й стрелковый ордена Кутузова[4] полк,
- 793-й артиллерийский ордена Александра Невского[4] полк,

## Отличившиеся воины дивизии
- Гужва, Николай Яковлевич, лейтенант, командир пулемётного взвода 1-го стрелкового батальона 953-го стрелкового полка.
- Калинин, Константин Николаевич, старший сержант, командир отделения 948-го стрелкового полка.
- Лихой, Иван Николаевич, капитан, командир батальона 943-го стрелкового полка.
- Назаров, Иван Михайлович, младший лейтенант, командир взвода 953-го стрелкового полка.
- Поликахин, Илья Иванович, красноармеец, разведчик взвода пешей разведки 953-го стрелкового полка.
- Танцюра, Иван Лазаревич, капитан, командир батальона 948-го стрелкового полка.